# Парадоксален пулс
Парадоксалният пулс (на латински: Pulsus paradoxus) е физиологична реакция на организма при повишена компресия на перикардната течност. Характеризира се с понижаване на систоличното артериално налягане с повече от 10 mmHg при вдишване (инспирация), докато диастоличното налягане остава непроменено.
По време на вдишване пулсът може да изчезне или значително да утихне при палпиране (напипване). Клинически съществен парадоксален пулс може да се определи само, ако пациентът диша нормално. Когато парадоксален пулс се наблюдава само при дълбоко поемане на въздух е необходимо да се интерпретира внимателно. Ако пациентът е на командно дишане с висок инспирационен обем или високо положително крайно експираторно налягане, пулсът може да е неправилен показател поради увеличеното налягане в гръдния кош и намаленото връщане на кръв в дясното предсърдие – затихване на пулса при вдишване (и намалено артериално кръвно налягане.
). Най-точно е определянето на парадоксален пулс със сфигмоманометрия: при наличие на парадоксален пулс първият звук на Коротков се чува само през фаза на издишване (експирация).